# Ernest Borgnine

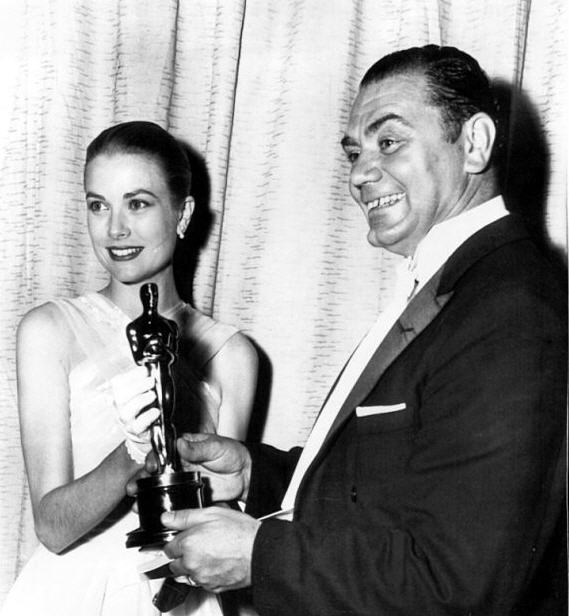
Ernest Borgnine reçoit l'Oscar du meilleur acteur des mains de Grace Kelly en 1956, pour le rôle de Marty Pilletti dans Marty.

Ermes Effron Borgnino, dit Ernest Borgnine, né le 24 janvier 1917 à Hamden (Connecticut) et mort le 8 juillet 2012 à Los Angeles (Californie), est un acteur américain.

## Biographie
Né dans une famille d'origine italienne, Ernest Borgnine ne se destine pas particulièrement à la comédie dans sa jeunesse. 
En 1935, à l'âge de 18 ans, il s'engage dans la Navy, jusqu'en 1941. Lorsque les États-Unis entrent en guerre en 1942, il se réengage et sert jusqu'en 1945, notamment sur l'USS Sylph (PY-12) (en), un ancien yacht civil militarisé et affecté à la surveillance anti-sous-marins, puis sur le destroyer USS Lamberton (en). Il quitte l'armée avec le grade de petty officer 1st class, soit l'équivalent de second maître, et les décorations suivantes : la World War II Victory Medal, l'American Campaign Medal, l'American Defense Service Medal, et deux Good Conduct Medal.
Ce n'est qu'à la fin de la guerre qu'il s'inscrit à la Randall School of Drama, à Hartford, Connecticut, où il débute en interprétant un petit rôle dans la pièce Les Troyennes. Il déménage ensuite en Virginie, pour rejoindre la troupe du Barter's Theater. Il y multiplie les rôles, petits et grands. Mais c'est son interprétation de Jim O'Connor dans La Ménagerie de verre qui le fait remarquer auprès de la critique. Ce coup d'éclairage soudain lui permet de faire ses débuts sur scène à Broadway, dans la pièce Harvey.
En 1951, Borgnine vit à Los Angeles : il décroche un petit rôle dans le film Quand la foule gronde (The Whistle at Eaton Falls), de Robert Siodmak. C'est en 1953 qu'il obtient son premier grand rôle, dans le film maintes fois oscarisé Tant qu'il y aura des hommes. Il y incarne le sergent Fatso Judson, violent et cruel. Il donne ensuite sa pleine mesure dans Un homme est passé (1954), Vera Cruz (1954) ou Johnny Guitare (1954), trois films qui l'imposent comme l'un des « méchants » d’Hollywood.
Ernest Borgnine obtient l'Oscar du meilleur acteur en 1955 pour le rôle de Marty Pilletti dans Marty de Delbert Mann. Ce rôle lui permet d'aborder une nouvelle facette de son travail d'acteur : il y joue un boucher timide et tendre. Par la suite, il retrouve son emploi-type de « dur », notamment dans Les Vikings (1958).
Il participe à quelques longs métrages devenus « classiques », tels Les Douze Salopards (1967) — où il campe un savoureux général — et La Horde sauvage (1969). Sa filmographie ne compte pas moins de 140 films.
Dans les années 1980 et 1990, il apparaît dans quelques fictions d'anticipation qui ont marqué le public : New York 1997 (1981), de John Carpenter ou encore Bienvenue à Gattaca (1997). De 1984 à 1986, il joue dans les trois premières saisons de la série télévisée culte Supercopter (Airwolf). En 2004, il interprète Rolling Star dans le film inspiré de la bande dessinée, Blueberry. Loin des personnages sanguinaires qui l'ont rendu célèbre, il y incarne un vieil homme doux et rêveur.
Ernest Borgnine prête aussi sa voix au super-héros vieillissant « l'homme-sirène » dans le dessin-animé Bob l'éponge. Après sa mort, ils lui rendront d'ailleurs hommage en faisant mourir son personnage mais en marquant le nom d'Ernest Borgnine sur la pierre tombale.
Alors qu'il a joué très souvent des rôles de sadique et de violent, il est reconnu dans toute la profession pour sa gentillesse, son grand humour, sa jovialité et sa très grande humilité malgré une carrière exceptionnelle.
Ernest Borgnine meurt des suites d'une insuffisance rénale au centre médical Cedars-Sinaï à Los Angeles, entouré de sa famille.
Dans la revue Positif, Christian Viviani rendra hommage à l’artiste :
« Méchant ou gentil, il laisse le souvenir d’un visage familier, lié à toute une conception du cinéma et de la cinéphilie, mais aussi celle d’un acteur à la présence impressionnante et dont la filmographie se lit comme une vaste page de l’histoire du cinéma américain ».
Il a été incinéré et ses cendres ont été dispersées dans le Forest Lawn Memorial Park de Los Angeles.

### Vie privée
Ernest Borgnine s'est marié cinq fois. Sa première épouse, de 1949 à 1958, fut Rhoda Kemins, qu'il avait rencontrée alors qu'il servait dans la Marine. Ils ont eu une fille, Nancee (née le 28 mai 1952). Il a ensuite été marié à l'actrice Katy Jurado, de 1959 à 1963. Son mariage suivant, avec la chanteuse Ethel Merman en 1964, n'a duré que 42 jours. Le temps qu'ils ont passé ensemble, ils l'ont principalement consacré à se lancer des insultes, et tous deux admettront plus tard que leur mariage fut une erreur colossale. Leur divorce a été prononcé le 25 mai 1965. De 1965 à 1972, Borgnine était marié à Donna Rancourt, avec qui il a eu un fils, Cristopher (né le 9 août 1969) et deux filles, Sharon (née le 5 août 1965) et Diana (née le 29 décembre 1970). Son cinquième et dernier mariage, avec Tova Traesnaes, a duré du 24 février 1973 jusqu'à sa mort en juillet 2012.
Ernest Borgnine est un franc-maçon convaincu. Il rejoint le rite écossais ancien et accepté de Los Angeles en 1964. En 1979, il en atteint le 32e degré, celui de Sublime Prince du Royal Secret et en 1983 il accède au plus haut degré du rite, Souverain Grand Inspecteur Général. En 1991 il est décoré de la Grand-Croix de la Cour d'honneur. En 2000, Ernest Borgnine reçoit son épinglette des 50 ans d'appartenance à la franc-maçonnerie à la 48e loge d'Abingdon en Virginie.
Borgnine fut un gros fumeur jusqu'en 1962.

## Filmographie

### Au cinéma

#### Années 1950
- 1951 : Corsaire de Chine (China Corsair) de Ray Nazarro : Hu Chang
- 1951 : Quand la foule gronde (The Whistle at Eaton Falls) de Robert Siodmak : Bill Street
- 1951 : Dans la gueule du loup (The Mob) de Robert Parrish : (VF : Christian Argentin) : Joe Castro
- 1953 : Tant qu'il y aura des hommes (From Here to Eternity) de Fred Zinnemann : (VF : Jacques Erwin) : Sergent James « Fatso » Judson
- 1953 : Le Trésor du Guatemala (Treasure of the Golden Condor) de Delmer Daves : Bit Part
- 1953 : Les Massacreurs du Kansas (The Stranger Wore a Gun) d'André de Toth : (VF : Jacques Erwin) : Bull Slager
- 1954 : Johnny Guitare (Johnny Guitar) de Nicholas Ray : (VF : Jean Violette) : Bart Lonergan
- 1954 : Les Gladiateurs (Demetrius and the gladiators) de Delmer Daves : (VF: Pierre Morin) : Strabo
- 1954 : Terreur à l'ouest (The Bounty Hunter), d'André de Toth : Bill Rachin
- 1955 : Vera Cruz de Robert Aldrich : (VF : Jean Clarieux) : Donnegan
- 1955 : Un homme est passé (Bad Day at Black Rock) de John Sturges : (VF : William Sabatier)  : Coley Trimble
- 1955 : Marty de Delbert Mann : (VF : Jean Violette) : Marty Piletti
- 1955 : À l'ombre des potences (Run for Cover) de Nicholas Ray : (VF : Richard Francoeur) : Morgan
- 1955 : Les Inconnus dans la ville (Violent Saturday) de Richard Fleischer : (VF : Pierre Leproux) : Stadt, le fermier amish
- 1955 : Quand le clairon sonnera (The Last Command) de Frank Lloyd : (VF : Jean François Laley) : Mike Radin
- 1955 : La Jungle des hommes (The Square Jungle) de Jerry Hopper : Bernie Browne
- 1956 : L'Homme de nulle part (Jubal) de Delmer Daves : (VF : Jacques Erwin) : Shep Horgan
- 1956 : Le Repas de noces (The Catered affair) de Richard Brooks : Tom Hurley
- 1956 : Les Rois du jazz (The Best Things in Life Are Free) de Michael Curtiz : Lew Brown
- 1956 : Je ne suis pas un espion (These Brave Men) de Philip Dunne : Bernard F. "Bernie" Goldsmith
- 1957 : Hollywood glamour on ice - Screen snapshots 2851: Hollywood glamour on ice de Ralph Staub (court-métrage)
- 1958 : Les Vikings (The Vikings) de Richard Fleischer :(VF : Pierre Morin) : Ragnar
- 1958 : L'Or du Hollandais (The Badlanders) de Delmer Daves (VF : Henry Charette) : John "Mac" McBain
- 1958 : La Dernière Torpille (Torpedo run) de Joseph Pevney : le lieutenant Charles Sloan (Archer "Archie" Sloan dans la version originale)
- 1959 : Chaque été l'amour renaît (Summer of the Seventeenth Doll) de Leslie Norman : Roo Webber
- 1959 : La Clé des champs (The Rabbit Trap) de Philip Leacock : Eddie Colt

#### Années 1960

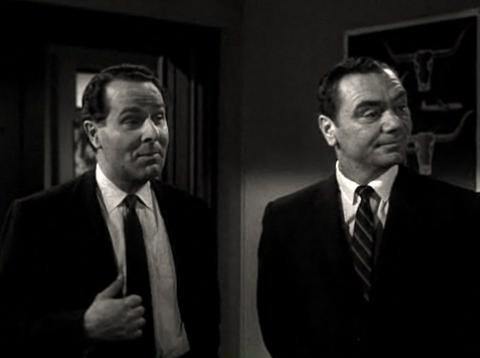
Ernest Borgnine (à droite) avec Alexander Scourby dans Contre-espionnage.

- 1960 : Contre-espionnage (Man on a String) d'André de Toth : Boris Mitrov
- 1960 : La Mafia (Pay or Die) de Richard Wilson : le lieutenant de police Joseph Petrosino
- 1961 : Le Roi des truands (Black City / Il Re di Poggioreale) de Duilio Coletti : Peppino Navarra
- 1961 : Les Guérilleros (The Italian Brigands / I briganti italiani) de Mario Camerini : Sante Carbone
- 1961 : Volupté (Go Naked in the World) de Ranald MacDougall : (VF  : William Sabatier) : Stratton
- 1961 : Le Jugement dernier (The Last Judgement / Il Giudizio universale) de Vittorio De Sica : le pickpocket
- 1961 : Barabbas (Barabba) de Richard Fleischer : (VF : Michel Gudin) : Lucius
- 1964 : La Flotte se mouille (McHale's Navy) d'Edward Montagne (en) :  (VF : Claude Bertrand) : Lt. Commander Quinton McHale, Sr
- 1965 : Le Vol du Phœnix (The Flight of the Phoenix) de Robert Aldrich : (VF : Claude Bertrand) : Trucker Cobb
- 1966 : La Statue en or massif (The Oscar) de Russell Rouse : Barney Yale
- 1967 : Les Douze Salopards (The Dirty Dozen) de Robert Aldrich : général Worden (VF: André Valmy)
- 1967 : Chuka le redoutable (Chuka) de Gordon Douglas : Sergeant Otto Hansbach (VF: Pierre Collet)
- 1968 : The Man Who Makes the Difference (court-métrage) : lui-même
- 1968 : Le Démon des femmes (The Legend of Lylah Clare) de Robert Aldrich : Barney Sheean (VF: André Valmy)
- 1968 : Destination Zebra, station polaire (Ice Station Zebra) de John Sturges : (VF

André Valmy) :  Boris Vaslov
- 1968 : Le crime, c'est notre business (The Split) de Gordon Flemyng : (VF : André Valmy) : Bert Clinger
- 1969 : La Horde sauvage (The Wild Bunch) de Sam Peckinpah : (VF : Claude Bertrand) : Dutch Engstrom
- 1969 : Les Quatre Desperados (Los desperados) de Julio Buchs

#### Années 1970
- 1970 : Les Derniers Aventuriers (The adventurers) de Lewis Gilbert : (VF : Henry Djanick) : Fat Cat
- 1970 : Trois Réservistes en java (Suppose They Gave a War and Nobody Came?) de Hy Averback
- 1971 : Le Coriace (L'uomo dalla pelle dura / Murder in the Ring) de Franco Prosperi (VF : Roland Ménard)
- 1971 : Rain for a Dusty Summer d'Arthur Lubin
- 1971 : Willard de Daniel Mann : (VF : Henry Djanick) : Al Martin
- 1971 : Bunny O'Hare de Gerd Oswald
- 1971 : Un colt pour trois salopards, (VF : André Valmy) :Emmett Clemens
- 1972 : The World of Sport Fishing de Bud Morgan (documentaire)
- 1972 : Film Portrait (en) de Jerome Hill (documentaire)
- 1972 : La Poursuite sauvage (The Revengers) de Daniel Mann (VF : Jacques Dynam)
- 1972 : L'Aventure du Poséidon (The Poseidon adventure) de Ronald Neame (VF : Henry Djanick)
- 1973 : Odyssée sous la mer (The Neptune Factor) de Donald Petrie (VF : Henry Djanick)
- 1973 : L'Empereur du Nord (Emperor of the North Pole) de Robert Aldrich : (VF : Henry Djanick) : Shack
- 1974 : La Petite Maison dans la prairie saison 1, épisode 14 (Le fils (The Lord is my shepherd), partie 2) : (VF : Henry Djanick) : Jonathan
- 1974 : La Loi et la pagaille (Law and Disorder) d'Ivan Passer (VF : Henry Djanick)
- 1974 : Self Defense (en) (Sunday in the Country) de John Trent (en) (VF : Jean Violette)
- 1975 : La Cité des dangers (Hustle) de Robert Aldrich : (VF : Henry Djanick) : Santuro
- 1975 : La Pluie du diable (The Devil's Rain) de Robert Fuest (VF : Georges Aminel )
- 1976-1977 : Future Cop (Série télévisée) de Allen S. Epstein et Anthony Wilson : Joe Cleaver
- 1976 : Tir à vue (en) de Harvey Hart (VF : Jean Violette)
- 1976 : Won Ton Ton, le chien qui sauva Hollywood (Won Ton Ton the dog who saved Hollywood) de Michael Winner
- 1976 : Allô... Madame (Natale in casa d'appuntamento) d'Armando Nannuzzi (VF : André Valmy)
- 1977 : Jésus de Nazareth (Jesus of Nazareth / Gesù di Nazareth) de Franco Zeffirelli (mini-série) : (VF : Roger Lumont) : un centurion
- 1977 : Le Plus Grand (The Greatest) de Tom Gries :  (VF : Pierre Garin) : Angelo Dundee
- 1977 : Horizons en flammes (Fire !) d'Earl Bellamy :  (VF : Henry Djanick) : Sam Brisbane
- 1977 : Le Prince et le Pauvre (Crossed Swords) de Richard Fleischer : (VF : Henry Djanick) : John Canty
- 1978 : Le Fantôme du vol 401 de Steven Hilliard Stern : (VF : André Valmy) : Dom Cimoli
- 1978 : Le Convoi (Convoy) de Sam Peckinpah : (VF : Henry Djanick) shérif Lyle Wallace
- 1979 : Ravagers (en) de Richard Compton (en) : Rann
- 1979 : À l'Ouest, rien de nouveau (All Quiet on the Western Front) (téléfilm)
- 1979 : The Double McGuffin (en) de Joe Camp : Firat
- 1979 : Le Trou noir (The Black Hole) de Gary Nelson :(VF : Jean Violette) : Harry Booth

#### Années 1980
- 1980 : Un drôle de flic (Poliziotto siperpiù / Super Fuzz) de Sergio Corbucci : (VF : Jean Violette) : Sergent Willy Dunlop
- 1980 : Le Jour de la fin du monde (When time ran out) de James Goldstone :  (VF  : Henry Djanick) : Tom Conti
- 1981 : Les Risques de l'aventure (High Risk) de Stewart Raffill : Clint
- 1981 : New York 1997 (Escape from New York) de John Carpenter : (VF : Jacques Deschamps) : Cabbie, le chauffeur de taxi
- 1981 : La Ferme de la terreur (Deadly Blessing) de Wes Craven : (VF : Henry Djanick) : Isaiah Schmidt
- 1982 : Le Match  (Mr White Death) dans la série Magnum (saison 3 - épisode 9) (VF : François Leccia)
- 1982 : Arrivedeci dans la série La croisière s'amuse (saison 6 - épisodes 1 et 2) : (VF: Georges Riquier) : Dominic Rosselli
- 1983 : Jeune et hors-la-loi (en) (Young Warriors) de Lawrence D. Foldes (de) (VF : Edmond Bernard) : Lieutenant Bob Carrigan
- 1984 : Nom de code : Oies sauvages (Geheimcode: Wildgänse) d'Antonio Margheriti :(VF : Jean Violette) : Fletcher
- 1984 : Les Derniers Jours de Pompéi (série télévisée) (VF : Edmond Bernard)
- 1985 : Les Douze Salopards 2 (The Dirty Dozen: Next Mission) d'Andrew V. McLaglen (téléfilm) : (VF : Henri Poirier) : général Worden
- 1985 : Alice au pays des merveilles (Alice in Wonderland) d'Harry Harris (en) (téléfilm) : le Lion
- 1984-1986 : Supercopter (série télévisée) :  (VF : Henry Djanick) : Dominic Santini (saisons 1 à 3)
- 1985 : The Manhunt (en) (Cane arrabbiato) de Fabrizio De Angelis : (VF : Jean Violette) : Ben Robeson

Les routes du paradis saison 03 episode 4 (VF : Henry Djanick)
- 1987 : Skeleton Coast (en) de John Bud Cardos : (VF : Raymond Loyer) : Colonel Smith
- 1987 : Uppercut Man (Qualcuno pagherà) de Sergio Martino : Victor
- 1987 : Les Douze Salopards - Mission Suicide (The Dirty Dozen: The Deadly Mission) de Lee H. Katzin (téléfilm) : (VF : Georges Atlas) : Général Worden
- 1987 : Les Douze Salopards - Mission fatale (The Dirty Dozen: The Fatal Mission) de Lee H. Katzin (téléfilm) : (Vf : Georges Atlas) : Général Worden
- 1987 : Arabesque (série télévisée) Troisième saison (1986-1987), épisode 16 (VF : Jacques Dynam)
- 1988 : The Big Turnaround (it) de Joe Cranston : Père Lopez
- 1988 : Moving Target (en) (Bersaglio sull'autostrada) de Marius Mattei : Capitaine Morrison
- 1988 : La Mort d'un homme (it) (Any Man's Death) de Tom Clegg (it) : Herr Gantz
- 1988 : Spike of Bensonhurst (en) (Throw back !) de Paul Morrissey : Baldo Cacetti
- 1989 : Real Men Don't Eat Gummi Bears (en) (Gummibärchen küßt man nicht) de Walter Bannert (de) : l'évêque
- 1989 : Jack Spanner Privates Eyes : (VF : Henry Djanick) : Sal Picollo
- 1989 : Oceano (en) de Ruggero Deodato (série TV)

#### Années 1990
- 1990 : The Last Match (it) (L'ultima partita) de Fabrizio De Angelis : le coach
- 1990 : Missile (it) (Tides of War) de Nello Rossati : docteur
- 1990 : Laser Mission de Bud Davis : (VF : Georges Aubert) : le professeur Braun
- 1992 : Hollywood Mistress  (Mistress) de Barry Primus (caméo) : lui-même
- 1993 : Les Simpson, saison 5 épisode 8, Scout un jour, scout toujours : lui-même
- 1993-94 : L'As de la crime : (VF : Henry Djanick) :  Frank Nardino (2 épisodes)
- 1994 : The Outlaws: Legend of O.B. Taggart (it) sz Rupert Hitzig (en)
- 1995 : Captiva Island (it) de John Biffar : Arty
- 1996 : The Wild Bunch: An Album in Montage (en) de Paul Seydor (de) (documentaire) : lui-même
- 1996 : Les Nouvelles Aventures de Merlin l'Enchanteur (Merlin's Shop of Mystical Wonders) de Kenneth J. Berton : Grand-père
- 1996 : Charlie 2 (All Dogs Go to Heaven 2) de Paul Sabella et Larry Leker (voix) (VF : Patrick Renwick)
- 1997 : Ernest Borgnine On the Bus (en) : lui-même
- 1997 : McHale's Navy de Bryan Spicer : (Henry Djanick) : Amiral Quinton McHale, Sr.
- 1997 : Bienvenue à Gattaca (Gattaca) d'Andrew Niccol : (VF : Benoit Allemande) : Caesar, le vieil homme de ménage
- 1998 : 12 Bucks (it) de Wayne Isham (it) : Lucky
- 1998 : JAG : Artemus Sullivan (Saison 3, épisode 15)
- 1998 : Small Soldiers de Joe Dante :  (VF : Daniel Herzod) : voix de Kip Killigan
- 1998 : Baseketball de David Zucker : (VF : Benoît Allemande ) : Ted Denslow
- 1998 : Mel de Joey Travolta (TV) : (VF : Daniel Beretta) : Grandpa
- 1999 : The Last Great Ride (it) de Rafe M. Portilo : Franklin Lyle
- 1999 : Abilene (it) de Joe Camp III : Hotis Brown
- 1999 : The Lost Treasure of Sawtooth Island (it) de Richard Brauer :  (VF : Daniel Beretta ) : Ben Quinn
- 1999 : Demain à la une (série télévisée) : (VF : Henry Djanick) : Antonio Birelli épisode Pour un million de Dollars…
- 1999-2010 : Bob l'éponge : l'homme sirène (voix) - 11 épisodes

#### Années 2000
- 2000 : The Kiss of Debt (it) de Derek Diorio (en) : Grand-père Mariano
- 2000 : Castlerock de Craig Clyde (en) : Nate

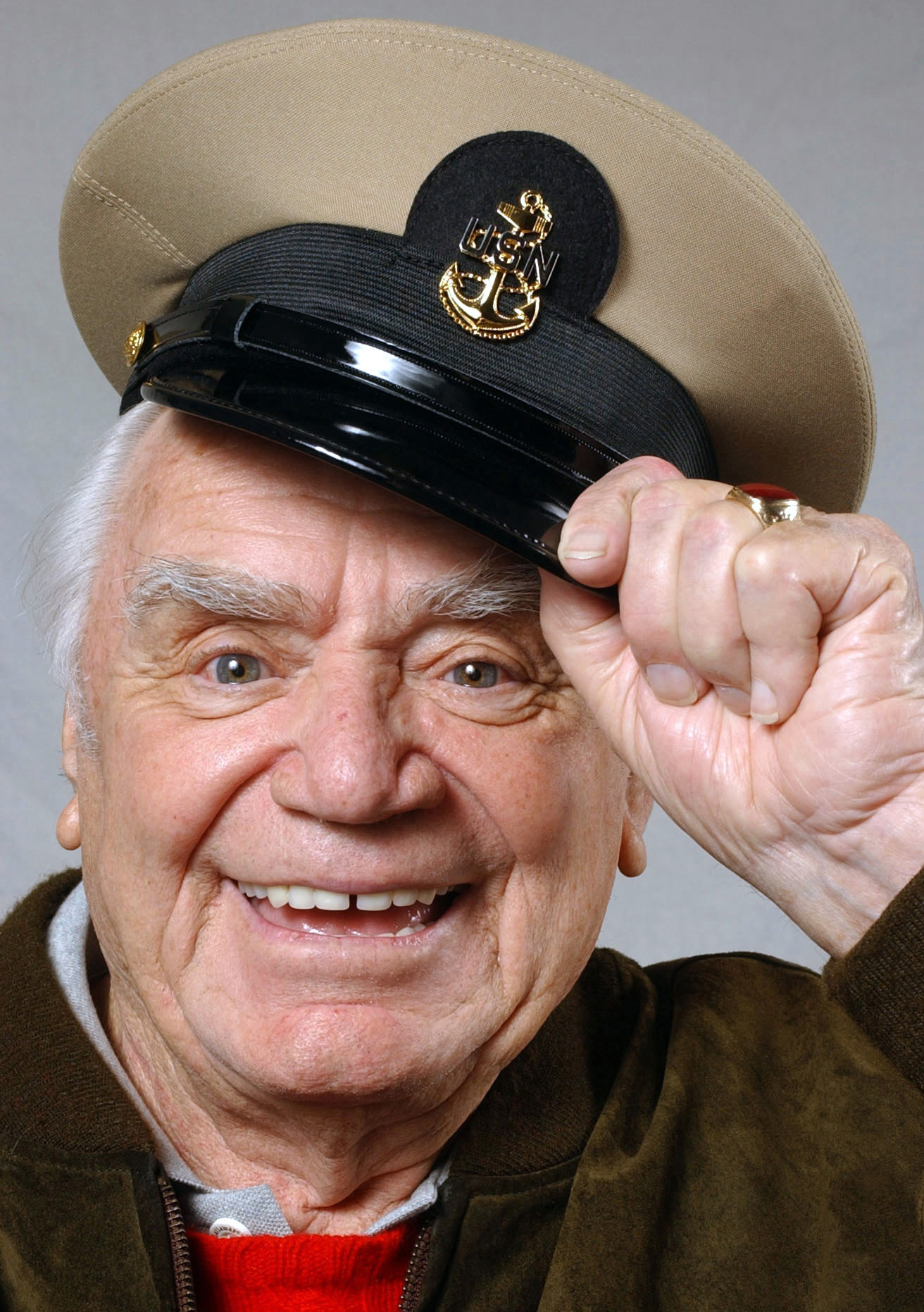
Ernest Borgnine en 2004.

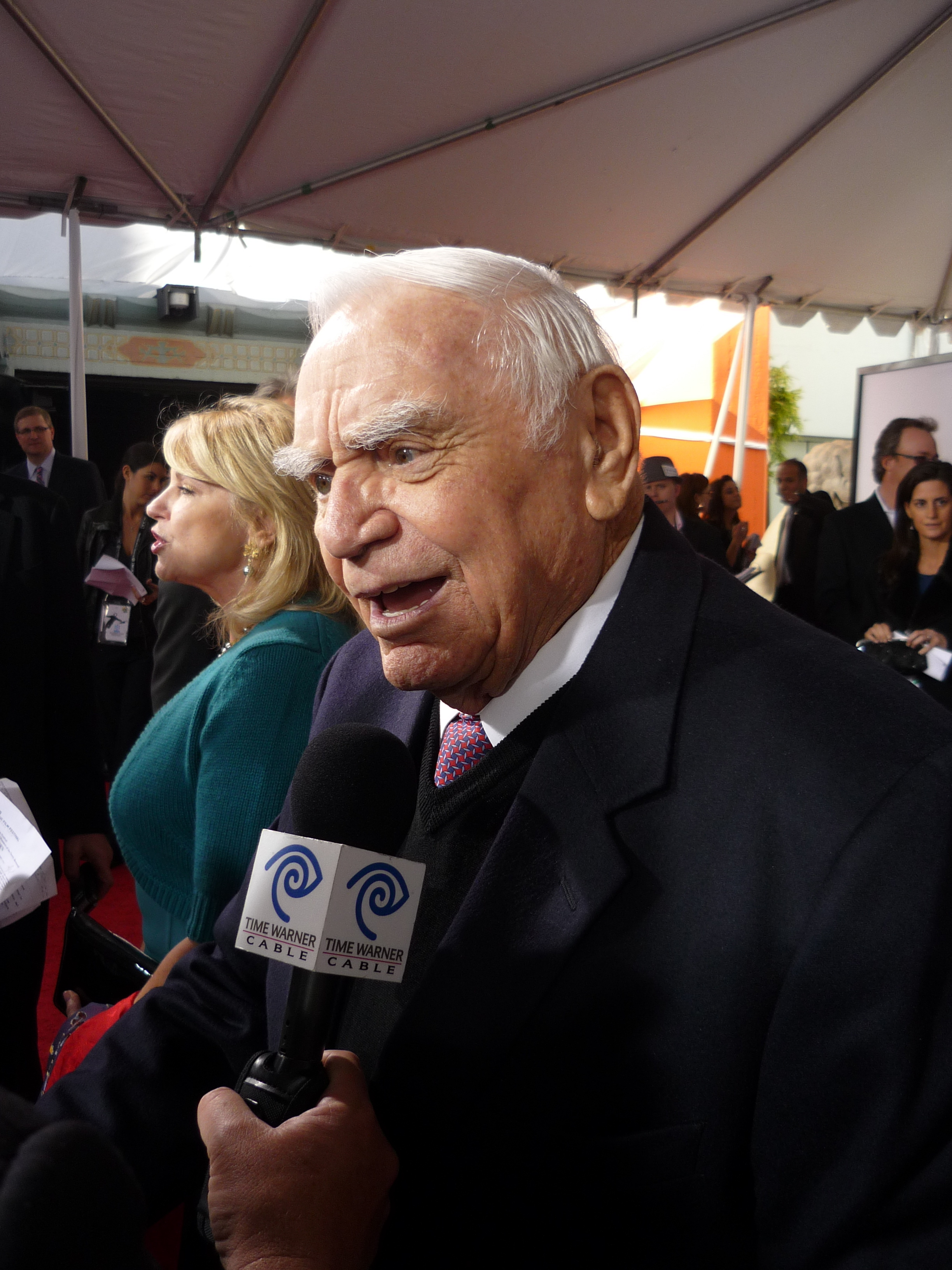
Ernest Borgnine en 2010.

- 2000 : Hoover (it) de Rick Pamplin (+ Producteur délégué) : J. Edgar Hoover
- 2000 : Walker, Texas Ranger (série télévisée, Saison 9, épisode 4, (VF : Henry Djanick) : Eddie Ryan)
- 2001 : Sept à la maison , saison 6 épisode 20 , L'homme au drapeaux
- 2002 : 11'09"01 - September 11, épisode "USA" de Sean Penn : Pensioner
- 2002 : Whiplash (it) de Douglas S. Younglove : Juge DuPont
- 2003 : Barn Red (it) de Richard Brauer : Michael Bolini
- 2003 : The Long Ride Home (it) de Robert Marcarelli : (VF : Richard Leblond) : Lucas Moat
- 2004 : Blueberry, l'expérience secrète de Jan Kounen : (VF : Henry Djanick) : Rolling Star
- 2005 : 3 Below (de) de Bobb Hopkins (en) : Grandpa
- 2005 : Rail Kings de Bobb Hopkins (en) : Steamtrain
- 2006 : La Cura del gorilla (en) de Carlo Sigon : Jerry Warden
- 2006 : Mr. Warmth: The Don Rickles project (en) de John Landis (documentaire)
- 2007 : Oliviero rising (it) de Riki Roseo : Bill
- 2007 : Un grand-père pour Noël (A grandpa for Christmas) de Harvey Frost (TV) (VF : Richard Leblond)
- 2008 : Frozen Stupid (en) de Richard Brauer : Frank Norgard
- 2008 : Strange Wilderness de Fred Wolf : Milas
- 2008 : Ace n'eights (en) de Craig R. Baxley : Thurmond Prescott
- 2008 : Chinaman's Chance (it) d'Aki Aleong (en) : Juge Holliday
- 2009 : The Lion of Judah de Deryck Broom et Roger Hawkins (en) : Slink
- 2009 : Another Harvest Moon (en) de Greg Swartz : Frank
- 2009 : Un vœu pour être heureux (The Wishing Well) de David Jackson (TV) (VF : Marc Cassot)
- 2009 : The Genesis Code (en) de C. Thomas Howell et Patrick Read Johnson (en) : Carl Taylor
- 2009 : Urgences (série télévisée, 2 épisodes)

#### Années 2010
- 2010 : Enemy Mind (it) de Brennan Reed : Command (voix)
- 2010 : Night Club (it) de Sam Borowski : Albert
- 2010 : Snatched (it) de Joe Cacaci : Big Frank Baum
- 2010 : Red de Robert Schwentke : (VF : Richard Leblond) : Henry, l'archiviste
- 2011 : Noël au Far West (Love's Christmas Journey) (VF : Richard Leblond) (TV)
- 2012 : The Man Who Shook the Hand of Vicente Fernandez (en) d'Elia Petridis (en) : Rex Page

### À la télévision

#### Années 1950
- 1950 : Inside Detective (en) (série télévisée) d'Edmund Morris, saison 2 épisode 3 "The Redhead & the Robbers" : un malfrat
- 1951 : Captain Video and His Video Rangers (en) (série télévisée) de Lawrence Menkin et James Caddigan : Nargola (13 épisodes)
- 1951 : Goodyear Television Playhouse (en) (anthologie), saison 1 épisode 2 "The Copper" de Delbert Mann : le sergent Lenahan
- 1951 : Shadow of the Cloak (en) (série télévisée) de Roger Gerry, saison unique, épisode 22 "The Outsider"
- 1952 : The Philco Television Playhouse (anthologie), saison 4 épisode 7 "Without Fear or Favor" de Delbert Mann : Matthew O'Rourke
- 1953 : Short Short Dramas (en) (anthologie de courts-métrages), saison unique épisode 7 "Operation Sunshine" : le soldat blessé
- 1954 : Make Room for Daddy (en) (sitcom) de Sheldon Leonard, saison 1 épisode 18 "Rusty Runs Away" : l'agent de police
- 1954 : The Ford Television Theatre (en) (anthologie), saison 5 épisode 31 "Night Visitor" : Gus White
- 1954 : Waterfront (en) (série télévisée), saison 1 : Jack Bannion (2 épisodes)
- 1954 : The Lone Wolf (en) (série télévisée), saison 1 épisode 2 "The Avalanche Story" : Saks
- 1955 : Fireside Theatre (en) (anthologie), saison 7 épisode 27 "The Poachers" : Woodruff
- 1956 : Lux Video Theatre (en) (anthologie), saison 6 épisode 18 "Witness to Murder" : dans son propre rôle
- 1957 : The O. Henry Playhouse (en) (anthologie), saison unique épisode 2 "The Reformation of Calliope" : le shérif
- 1957 : Dick Powell's Zane Grey Theatre (en) (anthologie) de Luke Short et de Charles A. Wallace, saison 1 épisode 22 "Black Creek Encounter" : Big Jim Morrison
- 1957 : La Grande Caravane (Wagon Train) (série télévisée), saison 1 épisode 1 "L'Ex-champion" (The Willy Moran Story) : Willy Moran
- 1957 : Navy Log (en) (anthologie), saison 3 épisode 5 "Human Bomb" : dans son propre rôle
- 1958 : Schlitz Playhouse of Stars (anthologie), saison 7 épisode 23 "Two Lives Have I" : Hully Brown
- 1958 : La Grande Caravane (Wagon Train) (série télévisée), saison 2 épisode 1 "Around the Horn" : Willy Moran
- 1959 : Laramie (série télévisée) de John Champion, saison 1 épisode 3 "Le Cercle de feu" (Circle of Fire) : le major Prescott
- 1959 : La Grande Caravane (Wagon Train) (série télévisée), saison 3 épisode 4 "The Estaban Zamora Story" : Estaban Zamora

#### Années 1960
- 1960 : Dick Powell's Zane Grey Theatre (en) (anthologie) de Luke Short et de Charles A. Wallace, saison 5 épisode 1 "A Gun for Willie" : Willie
- 1960 : Laramie (série télévisée) de John Champion (en), saison 1 épisode 3 "Ride the Wild Wind" : Boone Caudie
- 1961 : La Grande Caravane (Wagon Train) (série télévisée), saison 4 épisode 15 "The Earl Packer Story" : Earl Packer
- 1961 : General Electric Theater (anthologie), saison 9 épisode 20 "The Legend That Walks Like a Man" : Matty Moran
- 1961 : The Blue Angels (es) (série télévisée), saison unique épisode 35 "The Blue Leaders"
- 1962 : Alcoa Premiere (en) (anthologie), saison 1 épisode 20 "Seven Against the Sea" : le capitaine Quentin MacHale

## Distinctions

### Récompenses
- National Board of Review Awards 1955 : Meilleur acteur dans un drame pour Marty (1955).
- 1955 : New York Film Critics Circle Awards du meilleur acteur dans un drame pour Marty (1955).
- 9e cérémonie des British Academy Film Awards 1956 : Meilleur acteur dans un drame pour Marty (1955).
- 13e cérémonie des Golden Globes 1956 : Meilleur acteur dans un drame pour Marty (1955).
- 28e cérémonie des Oscars 1956 : Meilleur acteur dans un drame pour Marty (1955).

## Voix françaises
En France, Henry Djanik a été la voix française la plus régulière d'Ernest Borgnine entre 1970 et 2004. À sa mort en 2008, Richard Leblond lui a succédé. Parmi les nombreux autres comédiens ayant prêté leurs voix à l'acteur américain, on peut citer André Valmy, Jean Violette ou encore Claude Bertrand.
- Henry Djanik dans L'Aventure du Poséidon, Le Convoi, la série Supercopter L'amour aveugle  Tv , etc.
- André Valmy dans Les Douze Salopards, Le Démon des femmes, Un colt pour 3 Salopards, etc.
- Jean Violette dans Marty, Le Trou noir, etc.
- Richard Leblond dans Un grand-père pour Noël (TV), Red, etc.
- William Sabatier dans Un homme est passé, Volupté.
- Claude Joseph dans Matt Houston.